# دنیل پیدو
دنیل پیدو (انگلیسی: Daniel Pedoe؛ ۲۹ اکتبر ۱۹۱۰ – ۲۷ اکتبر ۱۹۹۸) ریاضی‌دان و هندسه‌دان زاده انگلستان بود که پیشه‌اش بیش از شصت سال به طول انجامید. وی در طول حیات خود حدود پنجاه مقاله پژوهشی و توضیحی در هندسه نوشت. وی همچنین مؤلف کتاب‌های بنیادی متعددی در زمینه ریاضیات و هندسه است که برخی از آن‌ها برای دهه‌ها در چاپ مانده و به زبان‌های مختلفی ترجمه شده‌است. وی در سینت پال (مینه‌سوتا) زاده شد.